# Jerónimo Luis de Cabrera y Saavedra
Jerónimo Luis de Cabrera y Saavedra o bien Jerónimo Luis III de Cabrera (Córdoba, 1612 - estancia de Costasacate, diciembre de 1689) era un militar, hidalgo, terrateniente, encomendero y funcionario colonial hispano-criollo que fue nombrado gobernador de Chucuito y teniente de gobernador de Salta, Jujuy y Esteco desde 1660. Era nieto de Hernando Arias de Saavedra, bisnieto de Juan Ramírez de Velasco, Martín Suárez de Toledo, Juan de Garay y Jerónimo Luis de Cabrera, tataranieto de Gonzalo Martel de la Puente y Guzmán y chozno de Diego Gutiérrez de los Ríos y Aguayo, entre otros, además de descender de Mencia Calderón Ocampo "la Adelantada".

## Biografía hasta el cargo de gobernador de Chucuito

### Origen familiar y primeros años
Jerónimo Luis de Cabrera y Saavedra había nacido en el año 1612 en la ciudad de Córdoba de la tenencia de gobierno homónima, en la gobernación del Tucumán que a su vez era una entidad autónoma dentro del Virreinato del Perú. Eran sus padres el gobernador Jerónimo Luis II de Cabrera y Garay y su esposa y prima materna Isabel de Saavedra y Garay Becerra.
Los abuelos paternos eran el maestre de campo general Gonzalo Martel de Cabrera (Cuzco, ca. 1562 - Córdoba, 12 de marzo de 1599) que había sido alférez real, señor de la encomienda de La Lagunilla en 1577, alcalde de segundo voto de Córdoba en 1585 y corregidor de Larecaja en 1596 en la nominal provincia de Charcas, y su cónyuge María de Garay, y los abuelos maternos eran el gobernador Hernando Arias de Saavedra con su cónyuge y concuñada Jerónima de Garay y Becerra Contreras.
Además era bisnieto paterno del adelantado Jerónimo Luis de Cabrera y Toledo y de su esposa Luisa Martel de los Ríos y Mendoza, del gobernador Martín II Suárez de Toledo y Saavedra y de su cónyuge María de Sanabria Calderón, y también del gobernador Juan de Garay Ochandiano y Mendieta Zárate y de su esposa Isabel de Becerra y Contreras Mendoza, además de tataranieto, entre otros, del alcalde de primer voto panameño Gonzalo Martel de la Puente y Guzmán, XII señor de Almonaster, y de su mujer Francisca Gutiérrez de los Ríos y Lasso de Mendoza, que era una descendiente de la Casa del Infantado.

### Gobernador de la provincia de Chucuito
El maestre de campo Jerónimo Luis de Cabrera y Saavedra fue nombrado como gobernador de la provincia de Chucuito hacia 1639 hasta alrededor de 1643.
Posteriormente fue encomendero de Córdoba, contador, juez y oficial de la Real Hacienda.

## Teniente de gobernador de Salta, Jujuy y Esteco, y deceso

### Teniente de gobernador y posterior alcalde provincial
En el año 1660 fue asignado en el cargo de teniente de gobernador de Salta, Jujuy y Esteco, cuya jurisdicción dependía de la gobernación del Tucumán.
En 1662 heredó de su padre una vasta extensión de tierras convirtiéndose así en un poderoso terrateniente. Fue ascendido al rango de general en el año 1683 y en el mismo año fue designado como alcalde provincial de la campiña de la ciudad de Córdoba hasta su deceso.

### Fallecimiento
Jerónimo Luis de Cabrera y Garay otorgó poder para testar a favor de su yerno Juan de Echenique el 31 de agosto y fallecería en diciembre de 1689 en su estancia de Costasacate, ubicada en la tenencia de gobierno de Córdoba que formaba parte de la gobernación del Tucumán, y la que a su vez, era una entidad autónoma dentro del Virreinato del Perú.

## Matrimonio y descendencia
El maestre de campo Jerónimo Luis de Cabrera y Saavedra se había unido en matrimonio hacia 1642 en la pequeña localidad de Oploca, al norte del río Tupiza en el corregimiento de Chichas de la nominal provincia de Charcas, con Antonia de Carvajal y Velasco (Potosí, ca. 1622 - Cordóba, 7 de diciembre de 1700), una hija del capitán Diego Méndez de Carvajal, avecindado en Potosí, y su esposa Lorenza Ramírez de Velasco y Ugarte.
Fruto del enlace entre Jerónimo Luis III de Cabrera y Antonia de Velasco hubo ocho hijos pero de los cuales cuatro no les sobrevivieron, siendo estos Francisco Luis, Isabel, Josefa y Ana, y los otros cuatro hijos fueron los siguientes:
- José de Cabrera y Velasco (Córdoba, gobernación del Tucumán, ca. 1644 - estancia de Río Cuarto, gobernación del Tucumán, 16 de febrero de 1713) era un militar, terrateniente, encomendero y funcionario colonial que en diciembre de 1689 su padre le heredó por testamento del 30 de agosto del mismo año la estancia de Río Cuarto,[22] y posteriormente, fue nombrado en el cargo de teniente de gobernador general de Córdoba desde 1702 hasta 1712. Se unió en matrimonio en la ciudad de Córdoba de la Nueva Andalucía[2] el 7 de agosto[2] de 1670[2] con su prima segunda Antonia de Navarrete y Velasco,[2] una hija de Pedro de Navarrete Cabrera[2] y de su esposa Isabel de Herrera Guzmán Ramírez de Velasco.[2]

- Francisco de Cabrera Velasco (n. ib., ca. 1646) al que su padre le dejó en herencia la hacienda de Las Peñas, la mitad de la estancia de San Bartolomé y el paraje de Los Sauces.[22]

- Fernando Arias de Cabrera (n. ib., ca. 1648) al que su padre le heredó la hacienda de Costazacate, las chácras de Santa Fe, las haciendas del Paraná, el paraje de las Lajas y Achiras hasta el paraje del Morro.[22]

- María Rosa de Cabrera[14][22] (n. ib., ca. 1650) a la que su padre por testamento le cedió en 1689 la otra mitad de la estancia de San Bartolomé y media hacienda de La Lagunilla.[22] Se casó con el maestre de campo Juan de Echenique (n. ca. 1640) que fue teniente de gobernador general de Córdoba desde 1686 hasta 1691.

Además Jerónimo Luis III de Cabrera tuvo cuatro hijos ilegítimos: Diego, María, Bernarda de Cabrera (f. Costa Sacate, 1693) y Juan Arias de Cabrera.